# 東領家
東領家（ひがしりょうけ）は、埼玉県川口市の町名。現行行政地名は東領家一丁目から五丁目。住居表示実施地区。郵便番号は332-0003。

## 地理
川口市南部に位置する。川口元郷駅から東に1500 mほど離れている。東京都足立区と隣接しており、舎人公園駅まで1000 mほどと近い。主に住宅地として利用されている。

## 歴史

### 沿革
- 1969年（昭和44年）11月1日 - 住居表示実施により、領家町、弥平町、元郷町一丁目から東領家一丁目〜五丁目が成立[5]。

## 世帯数と人口
2024年（令和6年）3月1日現在の世帯数と人口は以下の通りである。
| 丁目         | 世帯数    | 人口    |
| ------------ | --------- | ------- |
| 東領家一丁目 | 830世帯   | 1,627人 |
| 東領家二丁目 | 781世帯   | 1,494人 |
| 東領家三丁目 | 896世帯   | 1,660人 |
| 東領家四丁目 | 221世帯   | 366人   |
| 東領家五丁目 | 414世帯   | 735人   |
| 計           | 3,142世帯 | 5,822人 |

## 小・中学校の学区
市立小・中学校に通う場合、学区（校区）は以下の通りとなる。
| 丁目         | 番地             | 小学校               | 中学校             |
| ------------ | ---------------- | -------------------- | ------------------ |
| 東領家一丁目 | 全域             | 川口市立東領家小学校 | 川口市立元郷中学校 |
| 東領家二丁目 | 全域             | 川口市立東領家小学校 | 川口市立元郷中学校 |
| 東領家三丁目 | 全域             | 川口市立東領家小学校 | 川口市立元郷中学校 |
| 東領家四丁目 | 全域             | 川口市立東領家小学校 | 川口市立元郷中学校 |
| 東領家五丁目 | 2番1号〜22番99号 | 川口市立東領家小学校 | 川口市立元郷中学校 |
| 東領家五丁目 | その他           | 川口市立領家小学校   | 川口市立元郷中学校 |

## 交通
地内に鉄道は敷設されていない。

### 道路
- 首都高速川口線 - 東領家出口
- 東京都道・埼玉県道107号東京川口線

## 施設
- 川口市立元郷中学校
- 川口市立東領家小学校
- 川口市東スポーツセンター